# Nausitora
Genre
Synonymes
- Inequarista Iredale, 1932[1]
- Nausitorella Moll, 1952[1]
- Nausitoria (sic)[1]

Nausitora est un genre de mollusques bivalves de la famille des Teredinidae.

## Taxonomie
Plusieurs sources donnent 1884 comme date de création de ce genre, mais il s'agit en fait de 1864 comme l'indique le World Register of Marine Species et Paleobiology Database.

## Liste des espèces
Selon World Register of Marine Species (2 décembre 2018) :
- Nausitora dryas (Dall, 1909)
- Nausitora dunlopei Wright, 1864
- Nausitora excolpa (Bartsch, 1922)
- Nausitora fusticulus (Jeffreys, 1860)
- Nausitora hedleyi Schepman, 1919
- Nausitora oahuensis (Edmondson, 1942)
- Nausitora saulii Wright, 1866

## Publication originale
- Wright, 1864 : On a new genus of Teredinidae. Transactions of the Linnean Society of London, vol. 24, pp. 451-454[2].